# Tomani

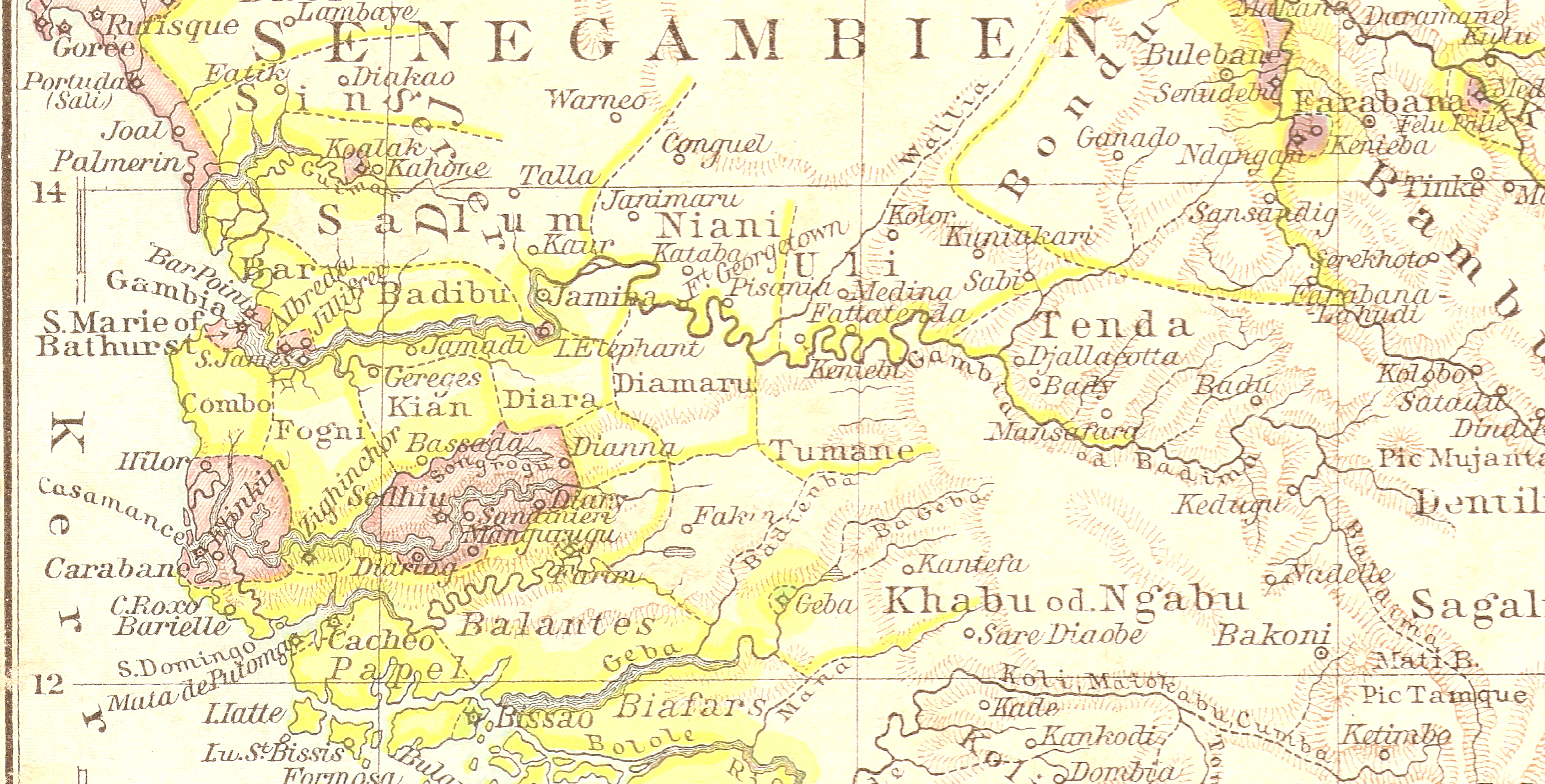
Alte Karte aus dem Andrees Allgemeiner Handatlas (1881) mit der Lage von Tumane

Tomani (Schreibvariante: Tomana, Tumane, Tumana) war ein historisches Reich in den heutigen westafrikanischen Staaten Gambia und Senegal.

## Geschichte
Das Reich war vom frühen 18. Jahrhundert bis Mitte des 19. Jahrhunderts eines der neun Reiche der Mandinka am südlichen Ufer des Gambia-Flusses und umfasste südlich davon bis zum Ufer des Kayanga auch der Norden des heutigen Départements Vélingara der Region Kolda im Osten der Casamance. Es erstreckte sich dabei im Nordwesten bis zum Reich Jimara, im Südosten war das Reich Kantora benachbart.
Aus dem Jahr 1732 gibt es zwei historische Karten mit den Titeln „A map of the River Gambia from its mouth to Eropina“ und „A map of the River Gambia from Eropina to Barrakunda“. Diese zeigen den Flusslauf von der Mündung in den Atlantischen Ozean bis zur Deer Island und dann von dieser bis Barrakunda. Auf der zweiten Karte ist Tomani verzeichnet.